# 氷河の中の悪魔
『氷河の中の悪魔』（ひょうがのなかのあくま）は、赤川次郎による日本の推理小説。悪魔シリーズの第8作で、漫画雑誌『サスペリアミステリー』（秋田書店）にて2006年1月号から2007年9月号まで連載された。

## あらすじ
ドイツ旅行で巻き込まれた事件で真由子が拳銃で撃たれ負傷したのをいいことに、香子が治療のために休養が必要だと校長を説得し、4人はもう1週間ヨーロッパで過ごすことにし、スイスへ足を延ばすことにした。
インターラーケンの駅に着くと、町の人々がざわついており、香子が案内を頼んでいた上条に事情を尋ねると、氷河の中から40年前に遭難した男性アドルフ・ メッツナーの遺体が見つかったという。現場で彼の婚約者だったという桃井陽子と知り合った4人は、桃井が経営する山荘に宿泊することにする。アドルフの火葬に立ち会った香子は、遺灰の中にナイフの刃先らしき金属片があるのを見つけ、アドルフの死は単なる遭難ではなく殺人の疑いが濃くなる。
香子は、40年の時を超えてアドルフの死の真相を探ると共に、陽子の知人たちが抱えるトラブルを一気に解決しようとする。

## 登場人物
矢吹 由利子
花園学園高校2年生。面倒見がよい親分肌な性格。
桑田 旭子
花園学園高校2年生。役者を目指している。
弘野 香子
花園学園高校2年生。資産家令嬢。
矢吹 真由子
花園学園中学校2年生。由利子の妹。
ロベルト・ザイツ
ドイツからスイスへ向かう列車の中で、暴行を受けているところに由利子が遭遇する。詐欺師。
上条 雄吉
スイス在住の日本人。由加が少女の頃からの付き合いで、由加のことが好きである。由利子の機転で由加と両思いになる。
桃井 陽子
〈フィオレ山荘〉を経営する日本人。68歳。
アドルフ・メッツナー
氷河の中から遺体で発見された、桃井のかつての婚約者。雪山で遭難し、40年の時を経て発見された。
明美・ブラウン
陽子の知人。65歳。ドイツ人の夫オットー（68歳）とミュンヘンで暮らしている。ドイツと日本の出版社を仲介して翻訳の出版企画を手がけている。オットーが危ない仕事に手を出し、10万ドルを工面しなければならなくなる。
坂本 則夫
陽子の知人。世界的な画家。67歳。恋人の伸也に絵を売られ、生活に汲々としているが、惚れた弱みから強く出られない。
伸也
坂本の恋人。21歳の青年。坂本の絵を売り払い、別の若い恋人と遊興に耽っている。
ホセ・野沢
〈フィオレ山荘〉の従業員。日本語が堪能。40年前、アドルフと一緒に山に登っていた。アドルフの遺灰から金属片が見つかった後、失踪する。
野沢 由加
〈フィオレ山荘〉の従業員。山荘の事務手続きなどを担当する。ホセの娘。都会人の和男に惹かれていたが、実直な上条と両思いになる。
大村 哲才
画家。陽子の山荘が建つ土地を手に入れるため、息子の和男と由加を結婚させようとしている。かつて坂本の絵を盗作した。
山形 健児
ファッションデザイナー。ヨーロッパでも広く知られている。66歳。64歳で一線を退き、悠々自適な生活を送っている。
ピア
かつて工場を経営していた父親がロベルトに騙され自己破産し、自殺した。ロベルトへの復讐を目論んでいる。